# 佐野俊二
佐野 俊二（さの しゅんじ、1952年 - ）は、日本の医師。専門は心臓血管外科。元岡山大学教授、元米国カリフォルニア大学サンフランシスコ校小児心臓胸部外科教授。左心低形成症候群の生存率を9割にまで引き上げた「SANOシャント（SANO術）」で知られる。

## 概略
広島県芦品郡駅家町（現福山市）生まれ。広島県立福山誠之館高等学校を経て、1977年岡山大学医学部を卒業。1982年岡山大学大学院医学研究科修了。日本での臨床研修を終えて、1985年からニュージーランド・オークランドにあるオークランド大学グリーンレーン病院で、バレット・ボイス教授のもとで研修を受ける。その後、オーストラリアにある王立小児病院でロジャー・ミー教授のもとで研修を受け、Consultant Surgeon（准教授）になる。1990年、日本に戻り、母校である岡山大学医学部第二外科助手に着任。1993年、岡山大学医学部心臓血管外科教授に就任。2005年より岡山大学大学院医歯薬学総合研究科教授。2016年12月から米国カリフォルニア大学サンフランシスコ校外科部門教授に就任。2022年、昭和大学小児循環器・成人先天性心疾患センター特任教授に就任した。
左心低形成症候群の外科治療のプロフェッショナルとされ、南淵明宏からは師と仰がれている。メディアへの出演も多数経験しており、2007年にはフジテレビ系ドラマ「医龍-Team Medical Dragon-2」の医事監修を務めた。

## 受賞歴
- 2010年 - 外務大臣特別表彰（医療における国際貢献に対して）[2]
- 2011年 - 第7回ヘルシー・ソサエティ賞受賞[2]
- 2013年 - ハーバード大学 Gross 教授記念特別表彰（日本人初）[2]
- 2014年 - ロシアアカデミア賞[2]
- 2015年 - GUSI平和賞（フィリピン）、ベトナム保健省大臣特別表彰（日本人初）[2]
- このほか、ドイツ（2010）タイ（2011）インド（2014）各国の胸部心臓血管外科学会名誉会員（日本人初）[2]

## 略歴
- 1982年 - 兵庫県立尼崎病院心臓血管外科副医長[1]
- 1985年 - オークランド大学グリーンレーン病院Senior Registrar[1]
- 1987年 - メルボルン大学医学部の小児専門病院・王立小児病院Senior Fellow[1]
- 1988年 - 王立小児病院Consultant Cardiac Surgeon[1]
- 1990年 - 岡山大学医学部第二外科助手[1]
- 1993年 - 岡山大学医学部心臓血管外科教授[1]
- 1997年 - 九州大学医学部非常勤講師（～1998年3月）
- 2001年 - 岡山大学大学院医歯学総合研究科心臓血管外科教授[1]
- 2002年 - 岡山大学医学部附属病院副病院長[1]。昭和大学横浜市北部病院循環器センター循環器科客員教授[1]
- 2004年 - 京都大学医学部講師（～2005年3月）
- 2005年 - 岡山大学大学院医歯薬学総合研究科心臓血管外科教授（～2016年11月）[1]
- 2016年 - カリフォルニア大学サンフランシスコ校（UCSF）外科部門小児心臓胸部外科教授[2]
- 2022年 - 昭和大学病院　小児循環器・成人先天性心疾患センター　特任教授[2]

## 主な著作
- 『心臓手術 : 周術期管理の実際』（川副浩平・一色高明と共編、メジカルビュー社、2003年）

## メディア出演
- スーパーフライデー　巨大病院救命最前線　母と子の生命を救え!（TBS、2003年9月5日放送）
- プロフェッショナル 仕事の流儀（NHK、2006年1月17日放送）
- 情熱大陸（毎日放送、2009年11月8日放送）
- 神の手と呼ばれる男たち～心臓疾患の最新医療を語る～（岡山放送、2012年8月18日放送）
- カスペ! わたしを救う 革命ドクター（フジテレビ、2013年5月14日放送）
- 未来世紀ジパング（テレビ東京、2017年7月17日）

## 関連図書
- 南淵明宏 『心臓外科医の挑戦状』（中央公論新社、2004年）- 2008年に中公文庫で文庫化